# Samyang Optics
Samyang Optics Company Limited — южнокорейская компания, основанная в 1972 году. Главным образом она известна как производитель объективов и всевозможных фотоаксессуаров. Все объективы Samyang Optics производятся на фабрике компании, расположенной в городе Масан в Южной Корее. В ассортименте Samyang есть как зум-объективы, так и фиксы. Вся производимая Samyang Optics сменная оптика разработана под байонеты других компаний.
В 2004 году компания осуществила слияние с японским производителем устройств для видеонаблюдения «Seikou».
Разные варианты объективов совместимы с камерами, производимыми Samsung, Canon, Nikon, Pentax, Sony, Yashica, Olympus и Panasonic, а также с широким кругом камер, для которых существует адаптер T-mount.
Сменная оптика Samyang, помимо собственной торговой марки, выпускается под торговыми марками Vivitar, Rokinon, Bower и Pro-Optic.

## Продукция

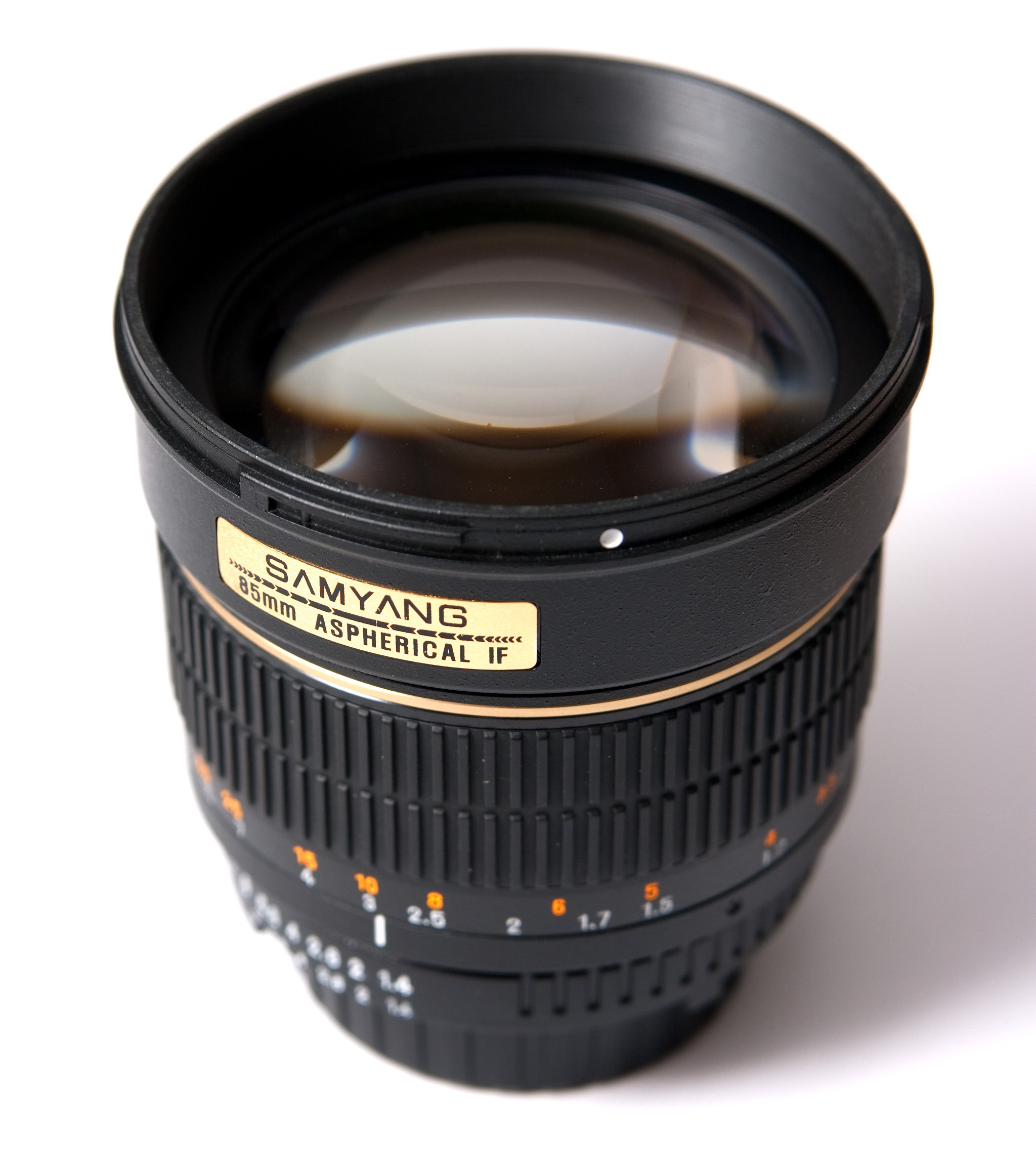
Samyang 85mm f/1.4 IF Aspherical

Автофокусные фикс-объективы для камер с байонетом Canon EF и Nikon F
- Samyang AF 14mm ƒ/2.8
- Samyang AF 85mm ƒ/1.4

Автофокусные фикс-объективы для беззеркальных камер с байонетом Sony E
- Samyang AF 12mm ƒ/2.0 E
- Samyang AF 14mm ƒ/2.8 FE
- Samyang AF 18mm ƒ/2.8 FE
- Samyang AF 24mm ƒ/2.8 FE
- Samyang AF 24mm ƒ/1.8 FE
- Samyang AF 35mm ƒ/2.8 FE
- Samyang AF 35mm ƒ/1.8 FE
- Samyang AF 35mm ƒ/1.4 FE
- Samyang AF 45mm ƒ/1.8 FE
- Samyang AF 50mm ƒ/1.4 FE
- Samyang AF 75mm ƒ/1.8 FE
- Samyang AF 85mm ƒ/1.4 FE

- Samyang AF 135mm ƒ/1.8 FE

Автофокусные фикс-объективы для беззеркальных камер с байонетом Canon RF
- Samyang AF 14mm ƒ/2.8 FE

- Samyang AF 85mm ƒ/1.4 FE

Неавтофокусные объективы для беззеркальных камер с байонетами Canon M, Fujifilm X, Micro Four Thirds, Samsung NX, Sony E
- Samyang 7.5mm f/3.5 UMC Fisheye диагональный рыбий глаз, разработанный специально для камер стандарта Микро 4:3
- Samyang 8mm f/2.8 Fisheye диагональный рыбий глаз, разработанный специально для сенсоров формата APS-C
- Samyang 12mm f/2.0 NCS CS сверхширокоугольный объектив, разработанный специально для сенсоров формата APS-C
- Samyang 21mm f/1.4 ED UMC CS AS широкоугольный объектив, разработанный специально для сенсоров формата APS-C
- Samyang 35mm f/1.2 ED UMC CS AS нормальный объектив, разработанный специально для сенсоров формата APS-C
- Samyang 50mm f/1.2 UMC CS AS портретный объектив, разработанный специально для сенсоров формата APS-C
- Samyang 300mm f/6.3 ED UMC CS компактный зеркально-линзовый объектив

Неавтофокусные фикс-объективы для беззеркальных и зеркальных камер
- Samyang 8mm f/3.5 CS Fisheye (II) диагональный рыбий глаз для камер с сенсором APS-C / DX
- Samyang 10mm f/2.8 ED AS NCS CS — сверхширокоугольный объектив, разработанный специально для сенсоров формата APS-C
- Samyang 12mm f/2.8 ED AS NCS Fisheye диагональный рыбий глаз для камер с полнокадровым сенсором
- Samyang 14mm f/2.4 IF ED UMC Aspherical (AE) — XP-серия высокоразрешающей оптики для Canon EF
- Samyang 14mm f/2.8 IF ED UMC Aspherical (AE)
- Samyang 16mm f/2.0 ED AS UMC CS сверхширокоугольный объектив, разработанный специально для сенсоров формата APS-C
- Samyang 20mm f/1.8 ED AS UMC
- Samyang 24mm f/1.4 ED AS UMC
- Samyang T-S 24mm 1:3.5 ED AS UMC объектив с возможностью сдвига и наклона оптической оси
- Samyang 35mm f/1.4 AS UMC
- Samyang 50mm f/1.4 AS UMC
- Samyang 85mm f/1.4 IF Aspherical (AE)

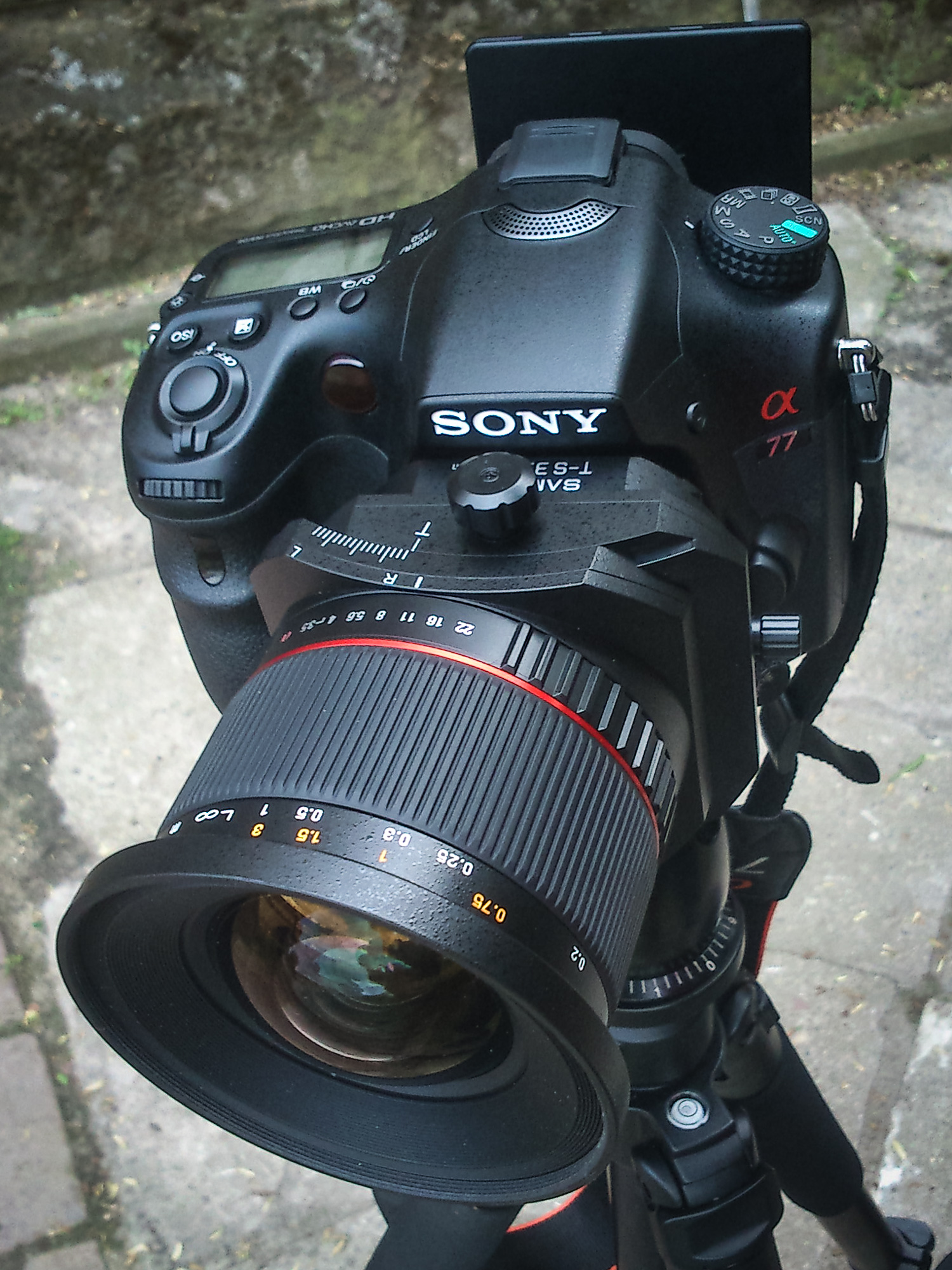
Объектив Samyang T-S 24mm f/3.5 на фотоаппарате Sony Alpha 77.

- Samyang 100mm f/2.8 ED UMC Macro
- Samyang 135mm f/2.0 ED UMC (AE)

Премиальные объективы для зеркальных камер с повышенной разрешающей способностью для Canon EF и Nikon F
- XP 10 mm f/3.5 — полнокадровый сверхширокоугольный объектив
- XP 35 mm f/1.2
- XP 50 mm f/1.2
- XP 14 mm f/2.4
- XP 85 mm f/1.2 AS UMC — полнокадровый объектив

Неавтофокусные фикс-объективы для съемки видео на зеркальных фотокамерах VDSLR
- Samyang 8mm T3.8 AS IF UMC CS II VDSLR Fisheye
- Samyang 10mm T3.1 ED AS NCS CS VDSLR
- Samyang 12mm T3.1 ED AS NCS VDSLR Fisheye
- Samyang 14mm T3.1 AS IF ED UMC VDSLR (II)
- Samyang 16mm T/2.2 AS ED UMC CS VDSLR
- Samyang 20mm T1.9 ED AS UMC
- Samyang 24mm T1.5 AS IF ED UMC VDSLR
- Samyang 35mm T1.5 AS IF ED UMC VDSLR
- Samyang 50mm T1.5 AS UMC VDSLR
- Samyang 85mm T1.5 AS IF ED UMC VDSLR
- Samyang 100mm T3.1 VDSLR II
- Samyang 135mm T2.2 AS UMC VDSLR II

Кинообъективы, продающиеся под маркой Xeen
- XEEN 14 mm T3.1
- XEEN 16 mm T2.6
- XEEN 20 mm T1.9
- XEEN 24 mm T1.5
- XEEN 35 mm T1.5
- XEEN 50 mm T1.5
- XEEN 85 mm T1.5
- XEEN 135 mm T2.2

Неавтофокусные зеркально-линзовые объективы для адаптера T-mount
- Samyang 330mm f/5.6
- Samyang 440mm f/5.6
- Samyang 500mm f/6.3
- Samyang 500mm f/8
- Samyang 800mm f/8

Неавтофокусные фикс-объективы для адаптера T-mount
- Samyang 350mm f/5.6
- Samyang 500mm f/5.6
- Samyang 500mm f/8 Preset
- Samyang 500mm f/8 ED
- Samyang 500mm f/8 ED Preset

Неавтофокусные зум-объективы для адаптера T-mount
- Samyang 650-1300mm f/8-16

## Обзоры и тесты
- Обзор 85mm от KenRockwell
- Обзор 85mm от Kurt Munger
- Страничка 85mm в базе объективов Dyxum
- Обзор 85mm, включающий примеры работы с зоной нерезкости
- Тест 85mm на Lenstip
- Тест 85mm от Klaus Schroiff на Photozone.de
- Сравнение 85mm с объективом Nikkor 85mm f/1.4 Ai-s
- Видеообзор 8mm, 14mm и 85mm от CHIP